# Marta Curellich
Marta Curellich (1878 in Triest – 9. Februar 1967) war eine italienische Opernsängerin (Mezzosopran).

## Leben
Curellich gab ihr Debüt am Teatro La Fenice in Venedig als „Mignon“ in der Oper von Ambroise Thomas. Danach war sie am Opernhaus von Triest engagiert, wo sie auch immer wieder auftrat, so als „Dalila“ in Samson et Dalila von Camille Saint-Saëns, als „Carmen“, als „Nancy“ in Flotows Martha und in vielen anderen Partien. 
An der Oper von Monte Carlo gastierte sie 1906 in ihrer Debütrolle als „Mignon“ und 1907 am Teatro Comunale Bologna. Sie ist auch an mehreren italienischen Opernhäusern als Opernsängerin und Konzertsolistin gastierend aufgetreten.